# Daewoo Lanos
Daewoo Lanos – samochód osobowy z pogranicza klasy subkompaktowej produkowany pod południowokoreańską marką Daewoo w latach 1997 – 2008, pod polską marką FSO jako FSO Lanos w latach 2004 – 2008 oraz pod ukraińską marką ZAZ jako ZAZ Sens w latach 2008 – 2017.

## Historia i opis modelu

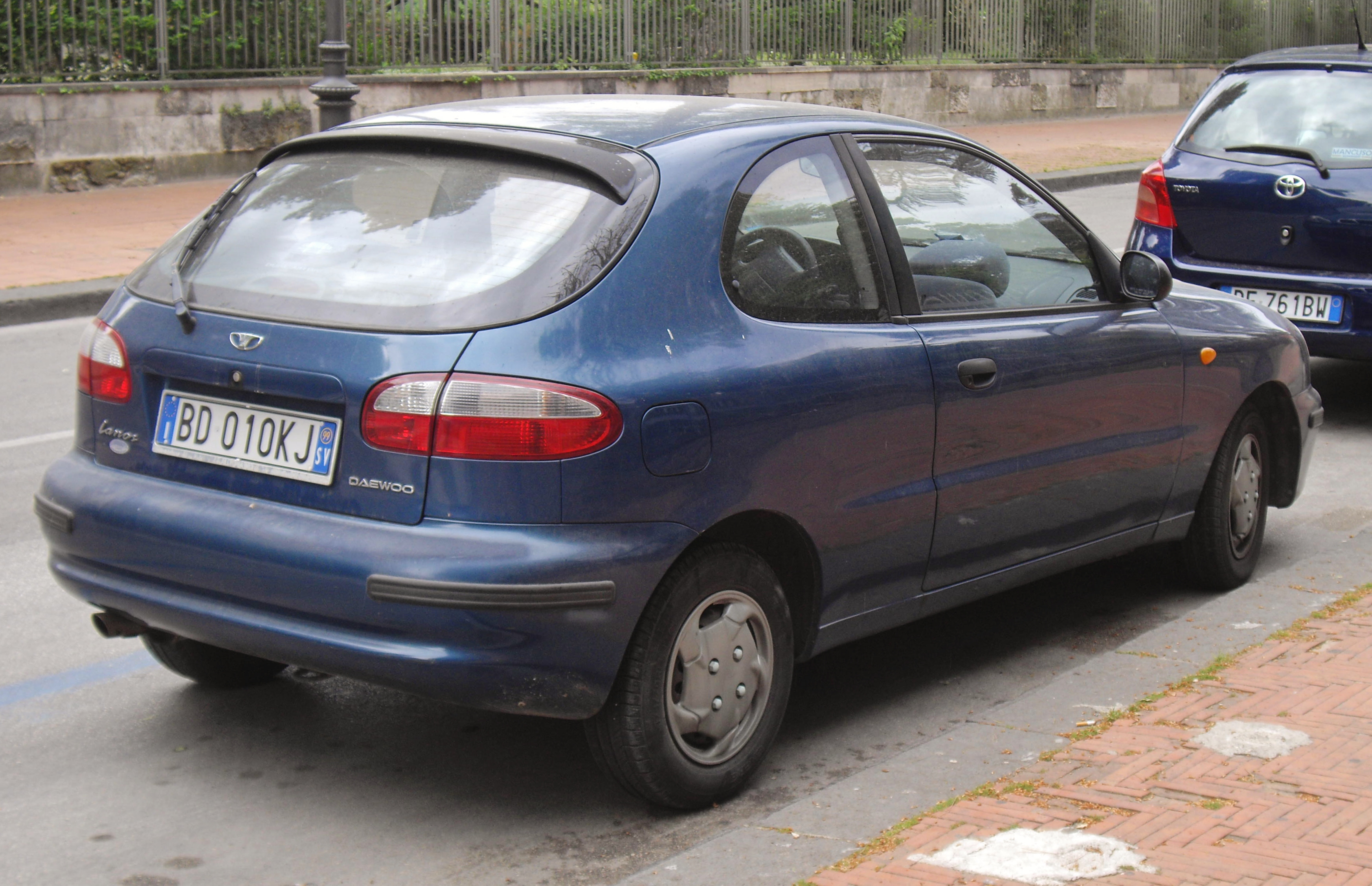
Daewoo Lanos - tył

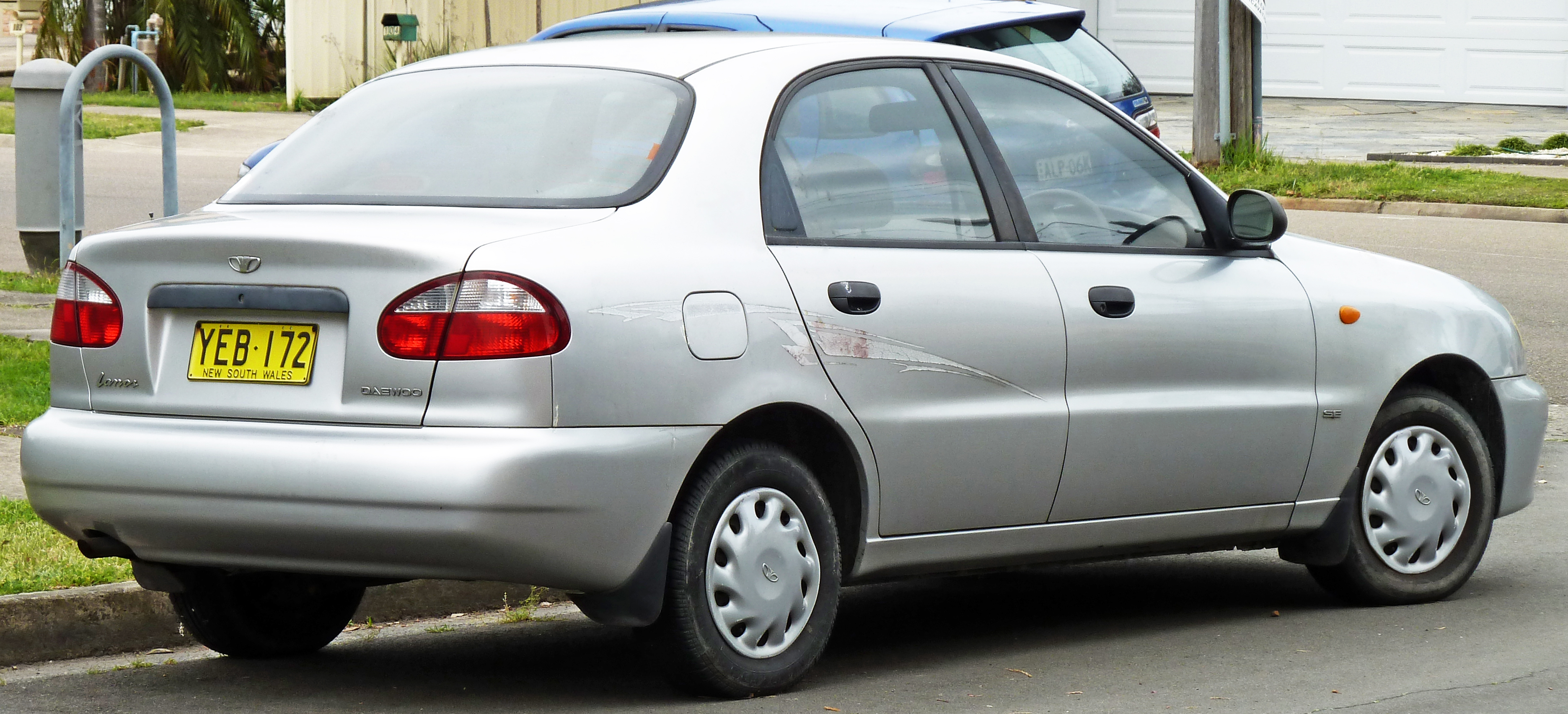
Daewoo Lanos Sedan

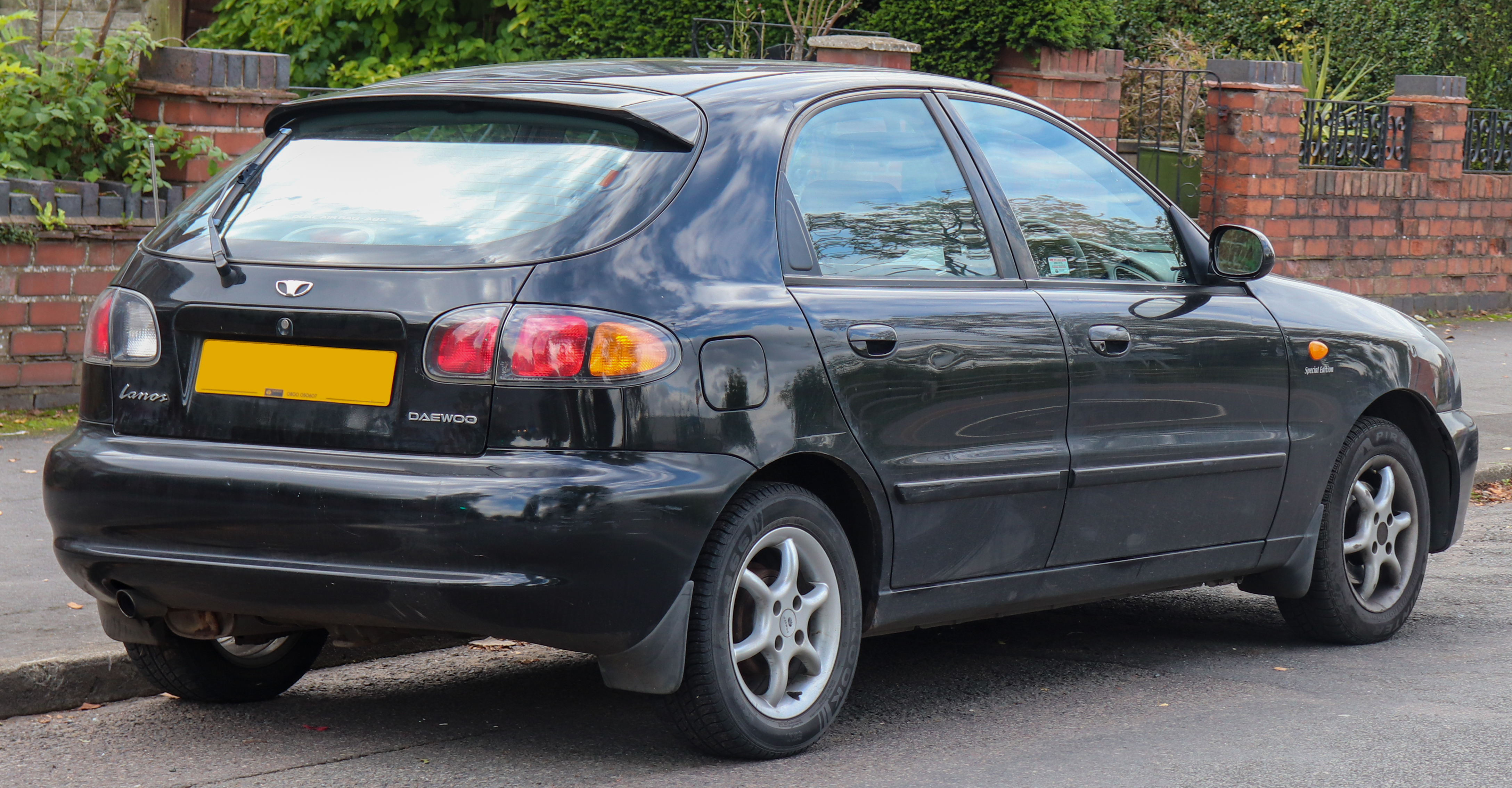
Daewoo Lanos 5D T150

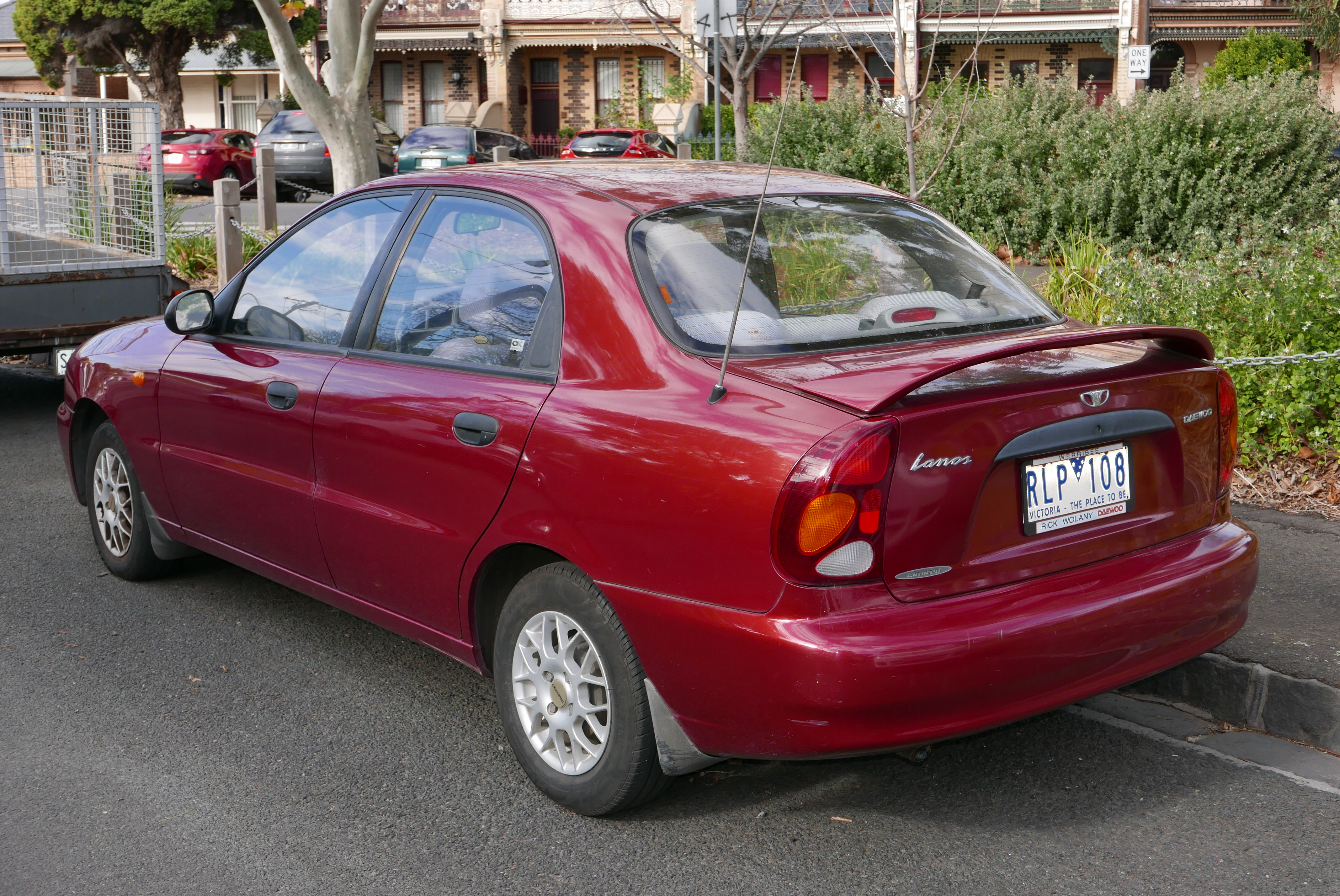
Daewoo Lanos Sedan T150

Podczas Geneva Motor Show w marcu 1997 roku Daewoo przedstawiło nowy model Lanos opatrzony kodem fabrycznym T100 jako pierwszą w historii firmy konstrukcję opracowaną samodzielnie, a nie jako pochodną, bliźniaczą konstrukcję Opla.
Daewoo Lanos zadebiutował w trzech wersjach nadwoziowych: 3-drzwiowy hatchback, 5-drzwiowy hatchback oraz sedan. Do napędu tego pojazdu przewidziano trzy jednostki napędowe 1,4 8V, 1,5 8V oraz 1,6 16V (początkowo na rynku polskim dostępne były silniki 1,5 i 1,6). W roku 1999 wprowadzono do produkcji 16 zaworową wersję silnika 1,5.
W połowie 2000 roku zdecydowano się dokonać pierwszej modernizacji Lanosa, w ramach której pojazd otrzymał nowy kod fabryczny, T150. Restylizacja objęła nadwozie oraz wnętrze pojazdu, poprzez zastosowanie nowego wzoru boczków drzwiowych. W wersji sedan zmiany nadwozia objęły część tylną, która uzyskała nowe lampy oraz pokrywę bagażnika. 
W wersji hatchback odświeżenie zewnętrznej stylistyki przeprowadzone zostało jedynie poprzez zastosowanie tylnych lamp o przyciemnionych kloszach z odmiany Lanos Sport. Wraz z liftingiem Lanos w wersji sedan wycofany został z oferty firmy Daewoo w krajach zachodniej Europy. W 2002 roku postanowiono zakończyć produkcję wszystkich odmian tego modelu w Korei Południowej.
Przez pewien czas Lanos zajmował czołowe miejsca na listach sprzedaży w swoim segmencie w Polsce (ok. 2000 r.). Po jego wprowadzeniu na rynek znacznie spadła sprzedaż produkowanego od kilku miesięcy wcześniej Fiata Siena i w mniejszym stopniu jego odmiany Palio Weekend i spadała dalej w kolejnych latach. Z jego powodu planowana na 50 tys. sztuk rocznie produkcja obu tych modeli osiągnęła maksymalnie jedynie 50% tej liczby w 1998 roku. Popularność Lanosa spadła podczas afery dotyczącej bankructwa Daewoo Motors. W późniejszym okresie znacznie wzrosła ze względu na eksport na Ukrainę.

### Sprzedaż
Lanos zadebiutował w okresie globalnej ekspansji Daewoo Motors, trafiając do sprzedaży na kilkuset różnych rynkach. Poza Europą Zachodnią, Centralną i Wschodnią, samochód oferowany był także w krajach Bliskiego Wschodu, Afryki Północnej, Azji i Ameryce Południowej, a ponadto także Australii i Nowej Zelandii, a także w Stanach Zjednoczonych, Kanadzie i na Karaibach.
W 1998 roku rosyjska firma TagAZ rozpoczęła montaż trzech modeli nowej generacji koncernu Daewoo: Lanosa, Nubiry oraz Leganzy pod własną marką Doninvest. Lanos oferowany przez rosyjską spółkę nosił oznaczenie Doninvest Assol i napędzany był silnikami 1,5 8V lub 1,6 16V. Montaż pojazdów zlokalizowany został w upadłej fabryce kombajnów w miejscowości Taganrog. W 2000 roku z powodu kłopotów finansowych postanowiono zakończyć montaż aut konstrukcji Daewoo i wejść w spółkę z koncernem Hyundai.
Po upadku Daewoo, Lanos był oferowany na licencji w Rosji oraz Egipcie pod marką Chevrolet jako Chevrolet Lanos.

### Bezpieczeństwo

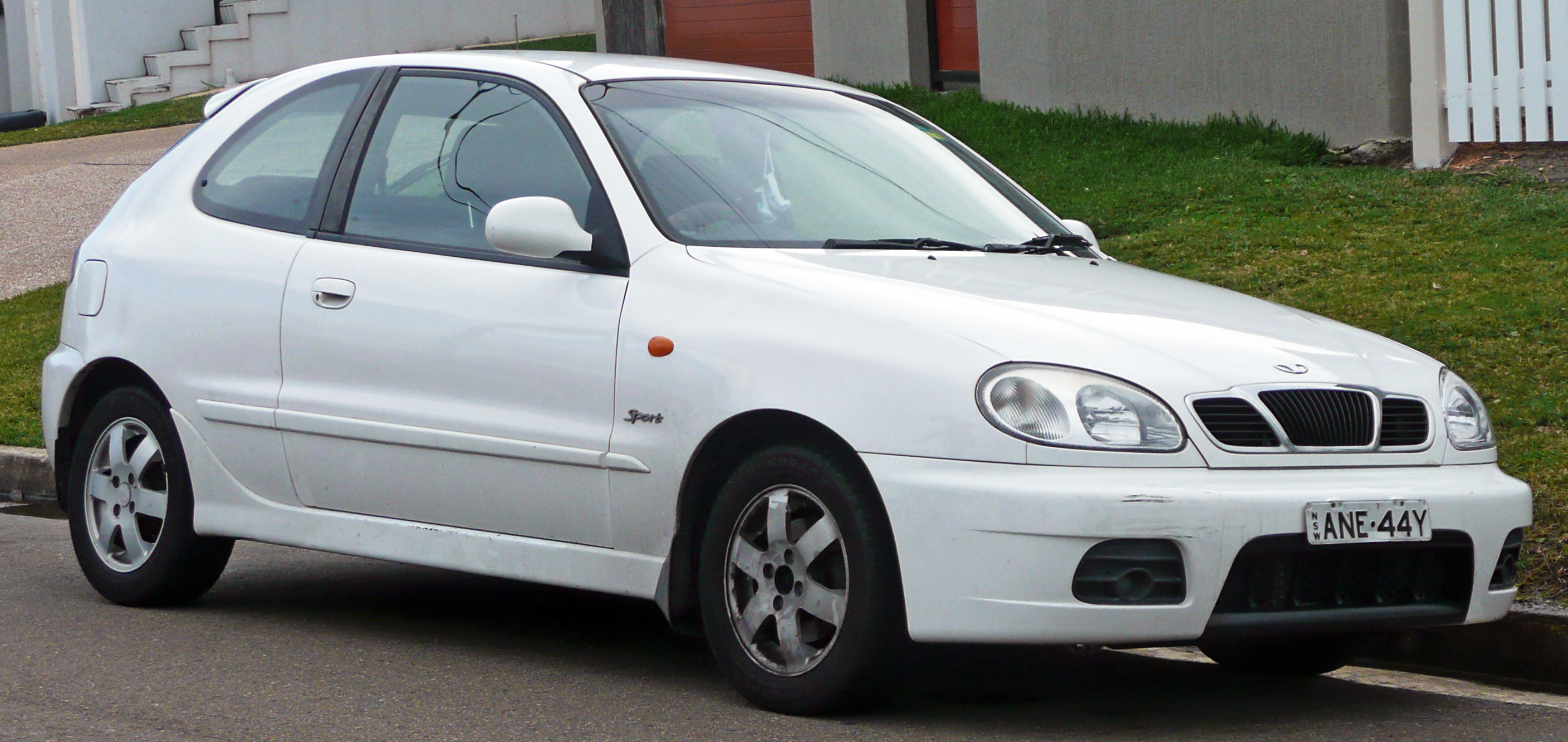
Daewoo Lanos Sport w Australii

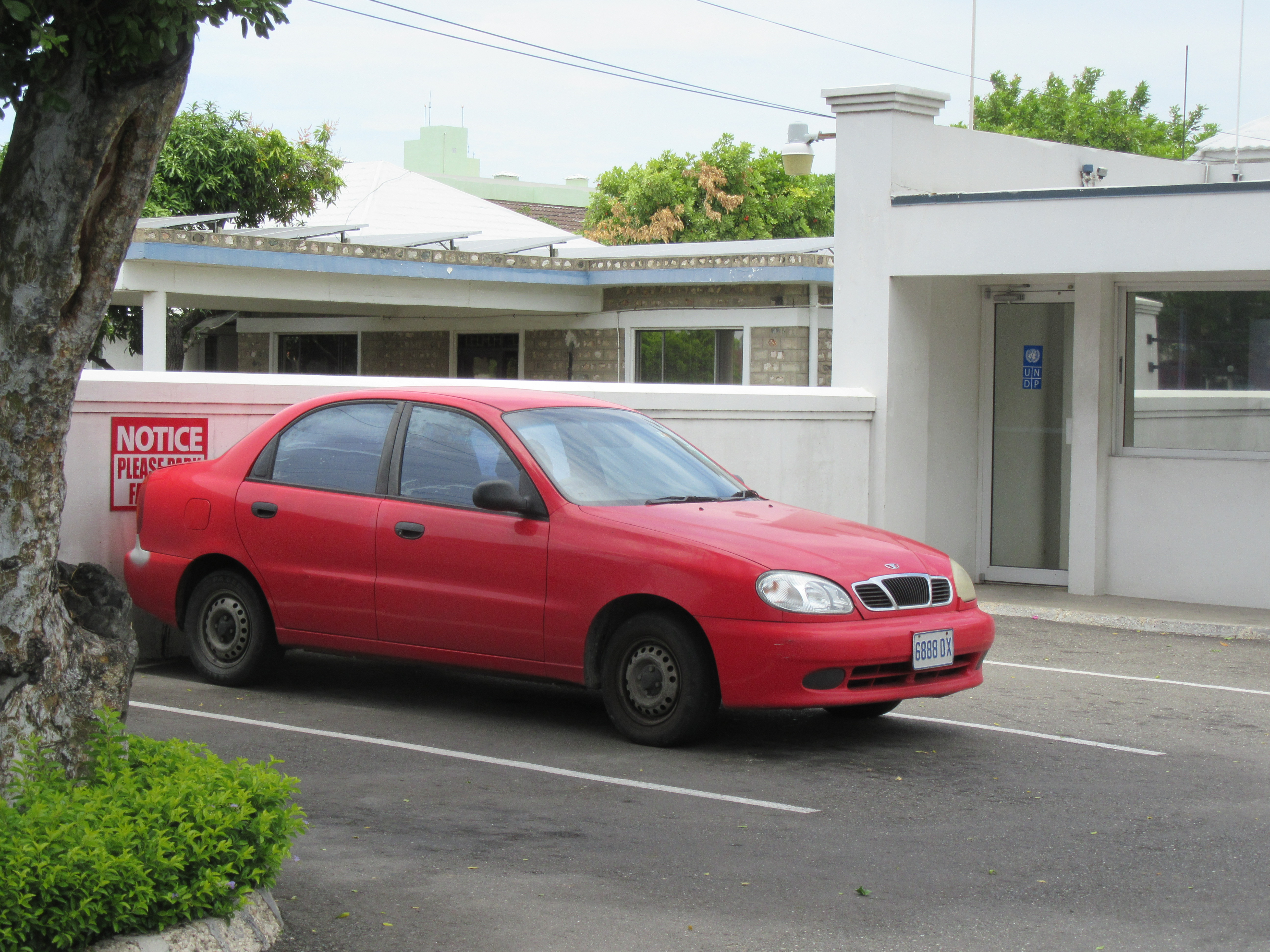
Daewoo Lanos na Jamajce

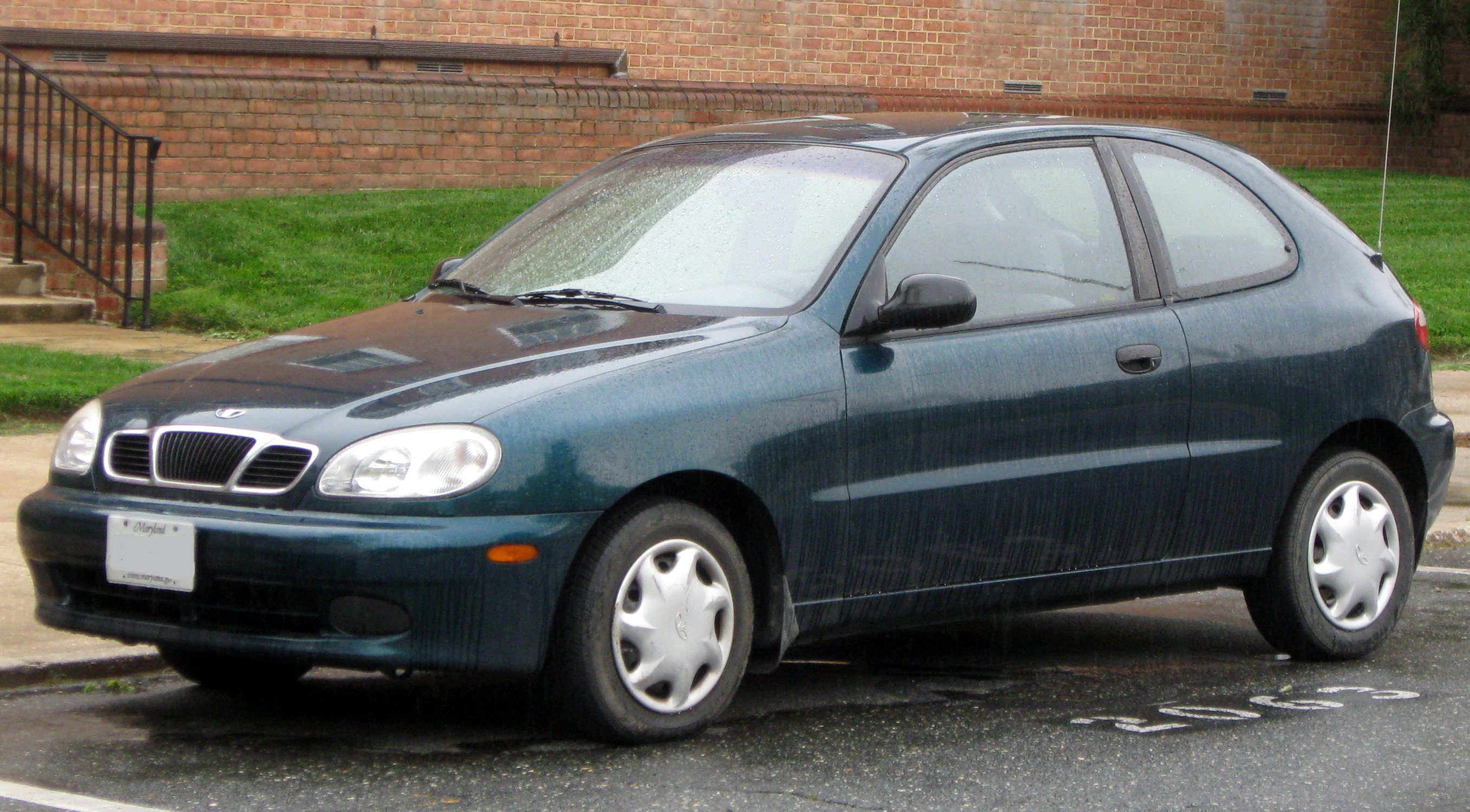
Daewoo Lanos w USA

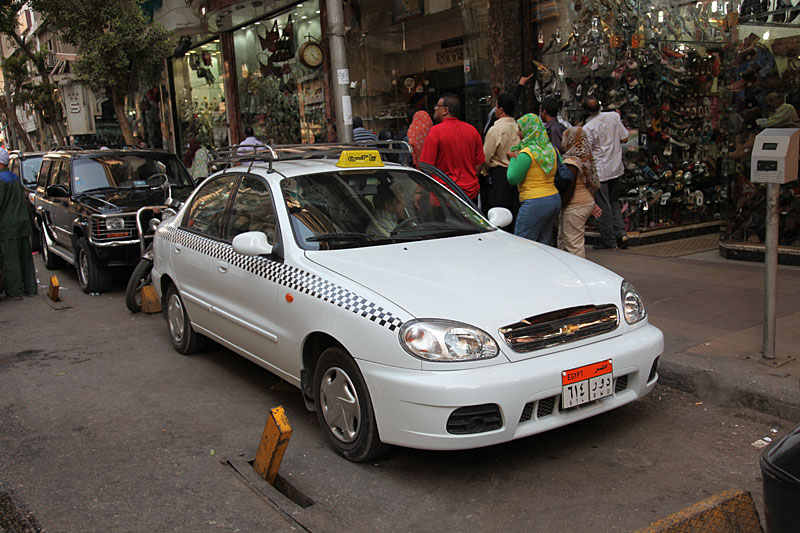
Chevrolet Lanos w Egipcie

W wersji podstawowej Lanos wyposażony był w 3-punktowe pasy bezpieczeństwa. Dla pasażera w drugim rzędzie siedzeń, osoba siedząca pośrodku ma do dyspozycji pas biodrowy, dodatkowe wzmocnienia kabiny pasażerskiej, komory silnika, a także metalowe wzmocnienia w drzwiach.
Dodatkowo można dokupić ABS oraz poduszkę powietrzną dla kierowcy i pasażera, wyposażenie seryjne w najbogatszej wersji wyposażenia.
W testach zderzeniowych Euro-NCAP auto uzyskało trzy gwiazdki na cztery możliwe (dopiero z czasem wprowadzono piątą gwiazdkę). Najbardziej zagrożony jest pieszy podczas uderzenia w przód pojazdu.

### Wersje wyposażeniowe
- S
- SE
- SX

Wyposażenie bazowej wersji S obejmowało m.in. immobilizer, zegar elektroniczny, radioodtwarzacz z anteną. Wersje S opcjonalnie doposażyć mogliśmy we wspomaganie układu kierowniczego, centralny zamek, kołpaki kół, przednie światła przeciwmgielne, oraz układ ABS.
W bogatszej odmianie SE mogliśmy znaleźć także m.in. wspomaganie układu kierowniczego, zderzaki lakierowane pod kolor nadwozia, przyciemniane szyby, regulację kolumny kierowniczej, centralny zamek, elektrycznie regulowane szyby przednie, kołpaki kół. W opcjonalnym wyposażeniu tej wersji znalazły się natomiast poduszki powietrzne kierowcy i pasażera, ABS, klimatyzację manualną, a także alufelgi.
Topowa wersja SX została dodatkowo wyposażona w m.in. elektrycznie sterowane lusterka zewnętrzne, poduszkę powietrzną kierowcy, ABS, klimatyzację manualną, głośniki tylne. Wersja ta opcjonalnie mogła być wyposażona w poduszkę powietrzną kierowcy, elektrycznie regulowane szyby tylne i alufelgi. Dodatkowo była możliwość zakupu i montażu przeznaczonego do Lanosa podłokietnika dla foteli z przodu oraz aluminiowych obręczy na zegary niezależnie od wersji wyposażenia.

### Wersje specjalne
- Daewoo Lanos Style

Wersja specjalna Lanosa – Style, była dostępna w sprzedaży w 2000 i 2001 roku, nadwozie w tej odmianie było lakierowane analogicznie jak w modelu Matiz Style. Wersja ta była wyposażona m.in. w odtwarzacz płyt kompaktowych, aluminiowe felgi, autoalarm, barwione szyby, przednie światła przeciwmgielne, antenę, elektrycznie regulowane szyby przednie, centralny zamek, wspomaganie układu kierowniczego i immobilizer.
- Daewoo Lanos Sport

Daewoo Lanos Sport to trzydrzwiowy model z silnikiem 1,6 16V o oznaczeniu A16DMS. Pojazd w Polsce po raz pierwszy zaprezentowany na Poznań Motor Show w roku 2000 i tylko w tymże roku oferowany w sprzedaży. Oferował on najbogatsze wyposażenie oferowane w modelu. W stosunku do wersji standardowej we wnętrzu wyróżniał się czarnymi plastikami, czarno-czerwoną welurowa tapicerką, srebrnym panelem deski rozdzielczej na wzór szczotkowanego aluminium, kierownicą i dźwignią hamulca ręcznego obszytą czerwoną skórą oraz opcjonalnie seryjnie montowanym szyberdachem elektrycznym. Wizualnie natomiast posiadał inny zderzak przedni i tylny, nakładki na progi, lakierowane listwy boczne, dłuższą lotkę nad tylną szybą, halogeny soczewkowe, dzielone lampy tylne oraz 5-ramienne alufelgi w rozmiarze 14". Na rynku polskim oferowany był w 3 kolorach: czarnym, czerwonym i srebrnym. Według archiwalnych baz Instytutu Badań Rynku Motoryzacyjnego Samar na rodzimy rynek z Daewoo-FSO wyjechało 221 sztuk wersji Sport, wszystkie zmontowane w trybie SKD.

### Dane techniczne
| Parametry                                 | Silnik                 | Silnik                 | Silnik                 | Silnik                 |
| ----------------------------------------- | ---------------------- | ---------------------- | ---------------------- | ---------------------- |
| Nazwa                                     | 1,4 8V                 | 1,5 8V                 | 1,5 16V                | 1,6 16V                |
| Oznaczenie kodowe                         | A14SMS                 | A15SMS                 | A15DMS                 | A16DMS                 |
| Typ silnika / Pojemność silnika (cm³)     | benzynowy R4, 1349 cm³ | benzynowy R4, 1498 cm³ | benzynowy R4, 1498 cm³ | benzynowy R4, 1598 cm³ |
| Moc (KM przy obr. na min.)                | 75 KM/5400             | 86 KM/5800             | 100 KM/5800            | 106 KM/6000            |
| Moment obrotowy (Nm na min. [obr. /min.]) | 115 Nm przy 3400       | 130 Nm przy 3400       | 131 Nm przy 3400       | 145 Nm przy 3400       |
| Prędkość maksymalna (km/h)                | 166 km/h               | 172 km/h               | 176 km/h               | 182 km/h               |
| Przyspieszenie 0-100 km/h                 | 15,0 s                 | 12,5 s                 | 11,8 s                 | 11,5 s                 |
| Skrzynia biegów                           | manualna 5-biegowa     | manualna 5-biegowa     | manualna 5-biegowa     | manualna 5-biegowa     |
| Opony                                     | 175 / 70 R13           | 175 / 70 R13           | 185/60 R14             | 185/60 R14             |

### Wersja polska

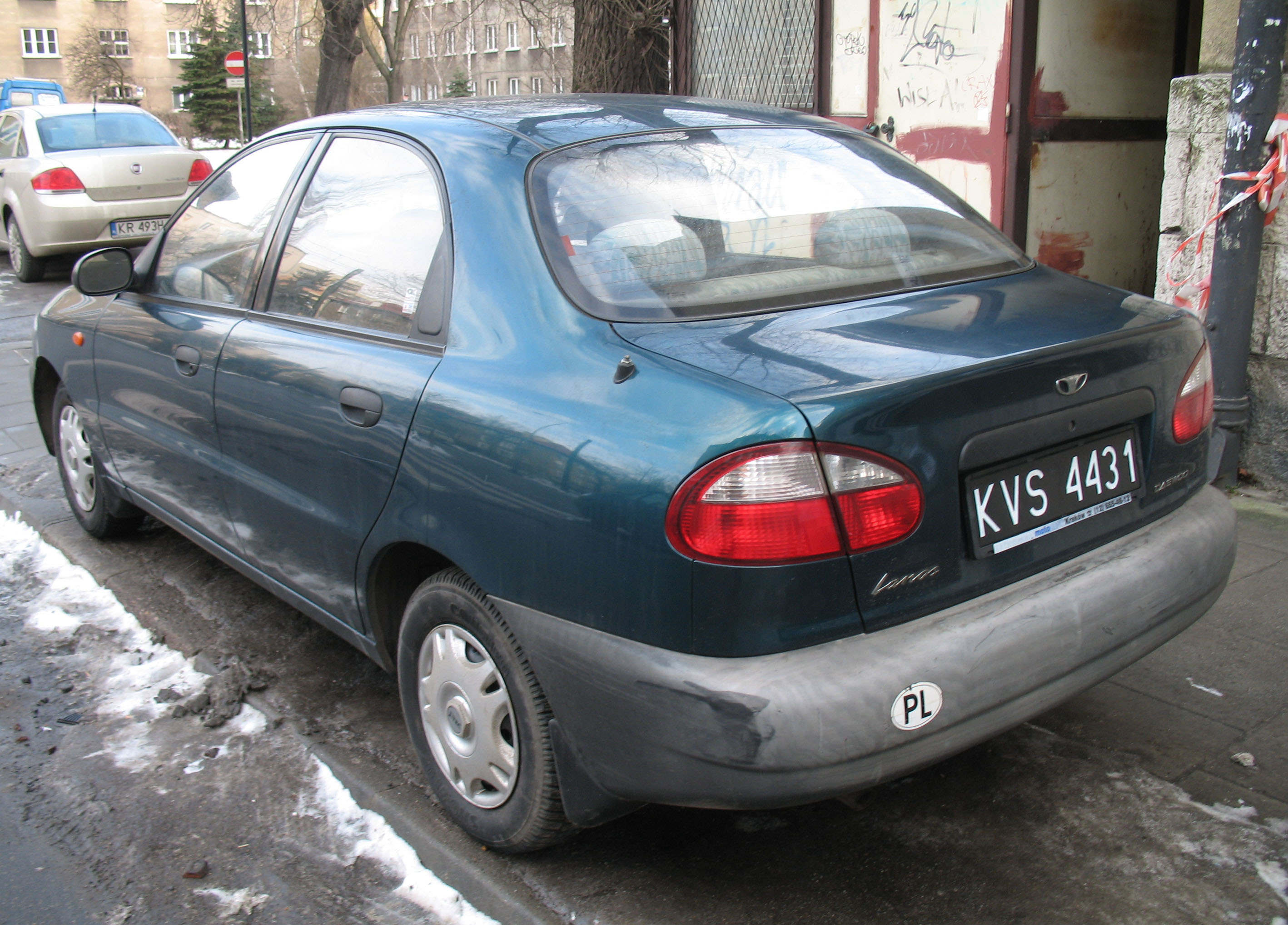
polski Daewoo Lanos Sedan - tył

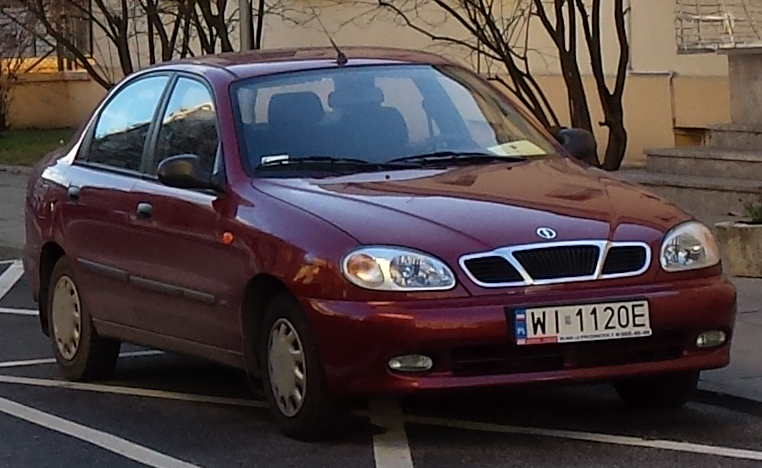
FSO Lanos Sedan

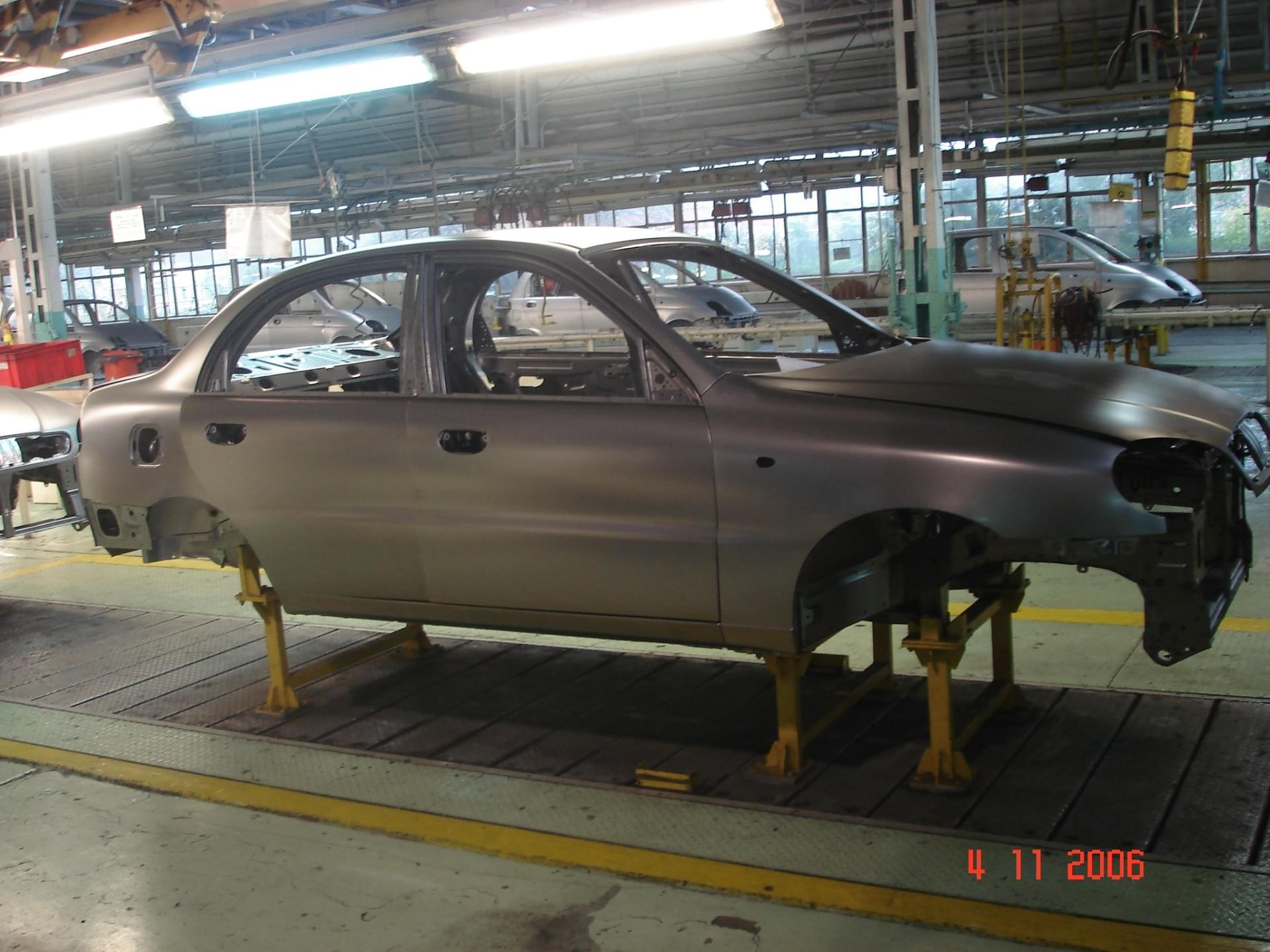
Linia montażowa FSO Lanosa i Matiza w FSO w 2006 roku

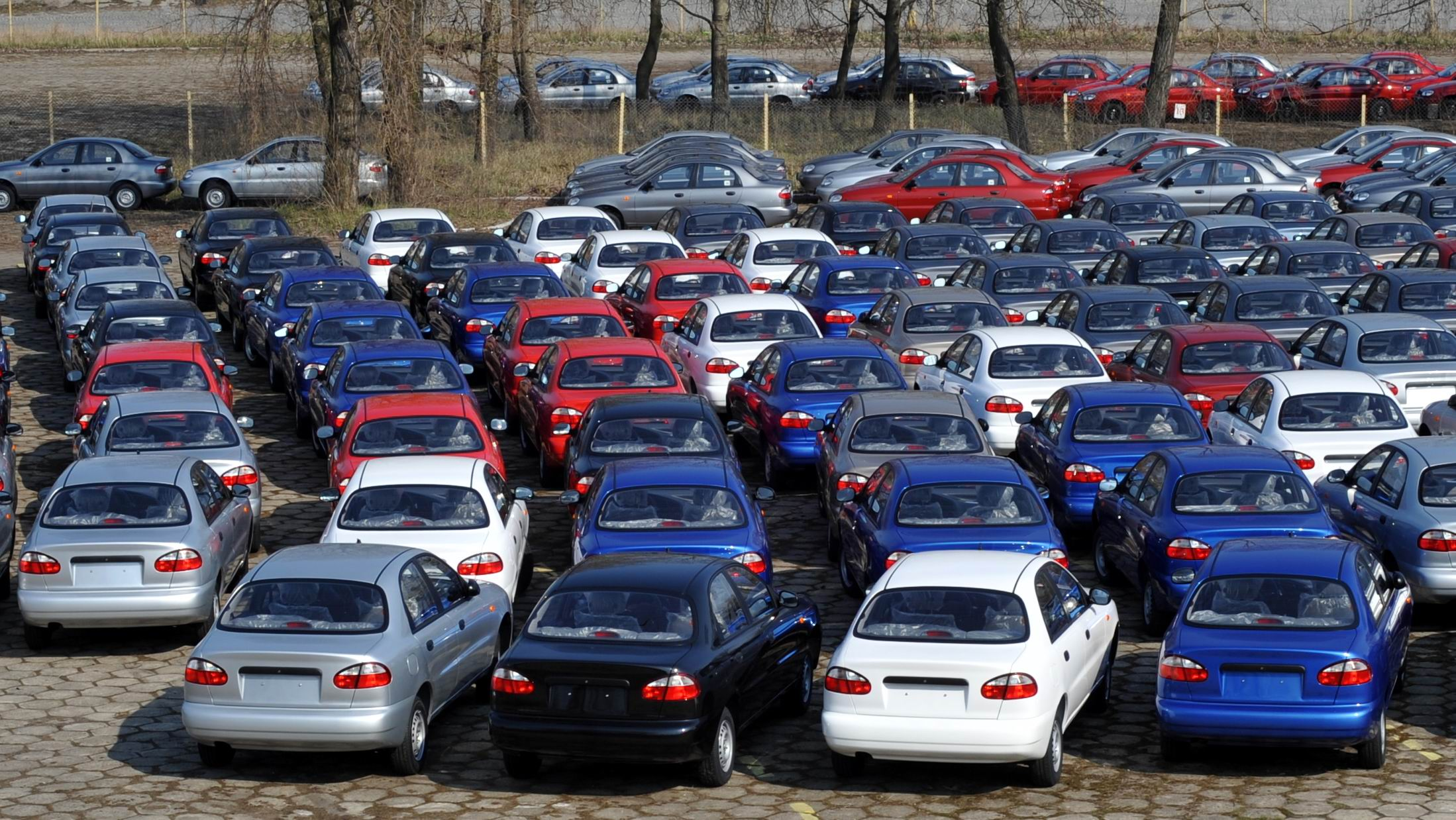
Nowe auta FSO Lanos na przyfabrycznym parkingu fabryki FSO w Warszawie

Daewoo Lanos został zaprezentowany w Polsce po raz pierwszy w 1997 roku.
Montaż Lanosa w Polsce z uproszczonych zestawów SKD w Daewoo-FSO rozpoczęto 30 września 1997 roku. Początkowo stosowano wyłącznie silniki 1,5 8V oraz 1,6 16V, a udział krajowych komponentów wynosił zaledwie 6%. 
Już w 1998 roku uruchomiono produkcję tego pojazdu z wykorzystaniem 60% podzespołów produkowanych w Polsce (przede wszystkim zmieniono typowo koreańską tapicerkę oraz fotele, nie zapewniające odpowiedniego komfortu europejczykom). Udział polskich części stopniowo rósł i w 1999 roku wynosił 71%, a pod koniec roku 2000 uzyskano poziom 91%. W październiku 1999 roku pierwsza partia 180 żerańskich Lanosów trafiła na rynek Słowacji. Z czasem zwiększano liczbę odbiorców zagranicznych m.in. o Czechy, Słowenię, Chorwację, Włochy, Niemcy, Hiszpanię, Francję czy Węgry.
W dalszym ciągu montowano wersję 3-drzwiową, ale tym razem z zestawów CKD, wycofano ją z oferty w 2002 roku. W tym samym roku zakończono sprzedaż silnika 1,5 8V, ze względu na brak możliwości dostosowania go do wymagań normy emisji spalin Euro 3.
W 2000 roku ruszył eksport polskich Lanosów na Ukrainę, w pierwszym roku wysłano prawie 1300 aut, i eksport ten stopniowo rósł aby osiągnąć w 2007 roku ponad 60 tys. egzemplarzy. W latach 1997−2008 sprzedano w Polsce 148 913 egzemplarzy Lanosa, dzięki czemu model ten był trzecim pod względem popularności samochodem marki Daewoo w kraju. Najlepszy wynik uzyskano w roku 1999 gdy sprzedano 51 812 egzemplarzy pojazdu i 8,1% udział w rynku.

#### Zmiana nazwy
Wraz z wycofaniem się w 2004 roku Daewoo z FSO postanowiono zmienić nazwę pod jaką sprzedawany był ten pojazd na FSO Lanos. Pierwsze egzemplarze pod nową marką trafiły do salonów sprzedaży w październiku tego roku. Rok później wycofano z oferty silnik 1,5 16V, gdyż istniała konieczność jego importu z Korei.
Modele eksportowe na Ukrainę dalej oferowane były z jednostkami 1,5 8V jak i 1,6 16V oraz pod marką Daewoo (na Ukrainę trafiły również małe partie pod marką FSO), natomiast na polskim rynku jedynymi jednostkami napędowymi były 1,4 8V i 1,6 16V produkowane w rumuńskim zakładzie Daewoo Automobile Romania. 
W kwietniu 2007 roku FSO wprowadziło do oferty model Lanos Plus, który był atrakcyjniejszą wersją wyposażeniową Lanosa. Od połowy 2008 roku na rynku polskim dostępne były jedynie Lanosy Plus.
22 kwietnia 2004 GM DAT podpisał z FSO umowę dającą prawa do produkcji Lanosa i Matiza do końca 2006 roku, a prawa do sprzedaży do połowy 2007 roku. Umowa gwarantowała również FSO prawo do eksportu samochodów oraz dostawę części zamiennych w ciągu 7 lat. Jednak na przełomie 2006 i 2007 znów przedłużono prawa do produkcji do końca 2008 roku, a sprzedaży samochodów do połowy 2009. FSO, ze względu na rozwój produkcji Chevroleta Aveo, oraz kończącą się umowę licencyjną zakończyło produkcję Lanosa 3 października 2008 roku. Jego produkcję przyjął AvtoZAZ. Początkowo część podzespołów do jego produkcji była importowana z Polski. Łącznie przez 11 lat zmontowano oraz wyprodukowano w Polsce 461 655 Lanosów, bez uwzględnienia zestawów montażowych przeznaczonych na eksport.

### Wersje specjalne
- Edycja FSO

Kolejna edycja była stworzona z okazji zmiany nazwy spółki na FSO S.A. Dostępna pod koniec 2004 i na początku 2005 roku w Polsce, posiadała złote emblematy FSO. Był to pięciodrzwiowy Lanos hatchback, w kolorze złoto-oliwkowym z bazowym silnikiem 1,4 8V. Wyposażony był m.in. we wspomaganie kierownicy, ABS, dwie poduszki powietrzne, czujniki cofania, alufelgi, przyciemniane szyby, specjalny wzór tapicerki, panel centralny w kolorze srebrnym, centralny zamek, elektrycznie sterowane szyby, radio z CD, zderzaki lakierowane w kolor nadwozia i tylny spojler. Lanos w takiej wersji kosztował 45 400 złotych.
- FSO Lanos Plus

Od 26 kwietnia 2007 roku dostępny był w sprzedaży Lanos Plus. Względem podstawowego modelu wyróżniały go m.in. zderzaki w kolorze nadwozia, czujniki parkowania, kokpit w kolorze srebrnym, dywaniki z logo "Lanos plus", lampy przeciwmgielne, radio CD, poduszka powietrzna kierowcy, listwy boczne, czy też kraty wlotu powietrza w kolorze nadwozia. Samochody z nadwoziem typu hatchback były wyposażone w silnik 1.4 8V, oraz nadwozie w kolorze czarnym lub czerwonym, tapicerkę z wzorami w kolorze czerwonym, tylnym spojlerem, przyciemnionymi kloszami reflektorów, kierownica pokrytą czerwono-czarną skórą, skórzanym mieszkiem dźwigni zmiany biegów, natomiast 4-drzwiowe sedany posiadały silnik 1,6 16V, oraz nadwozie w kolorze srebrnym lub złotym, kierownice obszytą czarną skórą, tapicerkę ze wzorami w kolorze srebrnym lub złotym, elektryczną regulacją szyb przednich, centralny zamek, a także podłokietnik z przodu.

### Poziom produkcji
| Rok  | Produkcja | Rok  | Produkcja | Rok  | Produkcja  | Rok  | Produkcja  |
| ---- | --------- | ---- | --------- | ---- | ---------- | ---- | ---------- |
| 1997 | 10 984    | 2000 | 38 932    | 2003 | 29 052     | 2006 | ok. 94 000 |
| 1998 | 47 577    | 2001 | 13 470    | 2004 | ok. 40 000 | 2007 | 150 210    |
| 1999 | 61 945    | 2002 | 24 933    | 2005 | ok. 40 000 | 2008 | ok. 50 000 |

W 2001 r. rozpoczął się eksport zestawów montażowych Lanosa w standardach CKD i SKD na Ukrainę. Eksport na Ukrainę szybko wzrastał. O ile w 2002 r. wyeksportowano 9112 sztuk, to w 2003 r. 22 127 sztuk. Właśnie od 2003 roku był to dominujący rynek zbytu firmy i modelu. 
*Dane w tabeli dla lat 2001-2008 zawierają w sobie wyeksportowane standardy montażowe.

### Sprzedaż w Polsce:[16]
| Rok  | Ilość  | Pozycja | Udział w rynku |
| ---- | ------ | ------- | -------------- |
| 1998 | 40 435 | 2       | 7,8%           |
| 1999 | 51 812 | 3       | 8,1%           |
| 2000 | 29 613 | 3       | 6,2%           |

### Silniki
- R4 1.4l 8V (75 KM)
- R4 1.5l 8V (86 KM)
- R4 1.5l 16V (100 KM)
- R4 1.6l 16V (106 KM)

### Wersja ukraińska

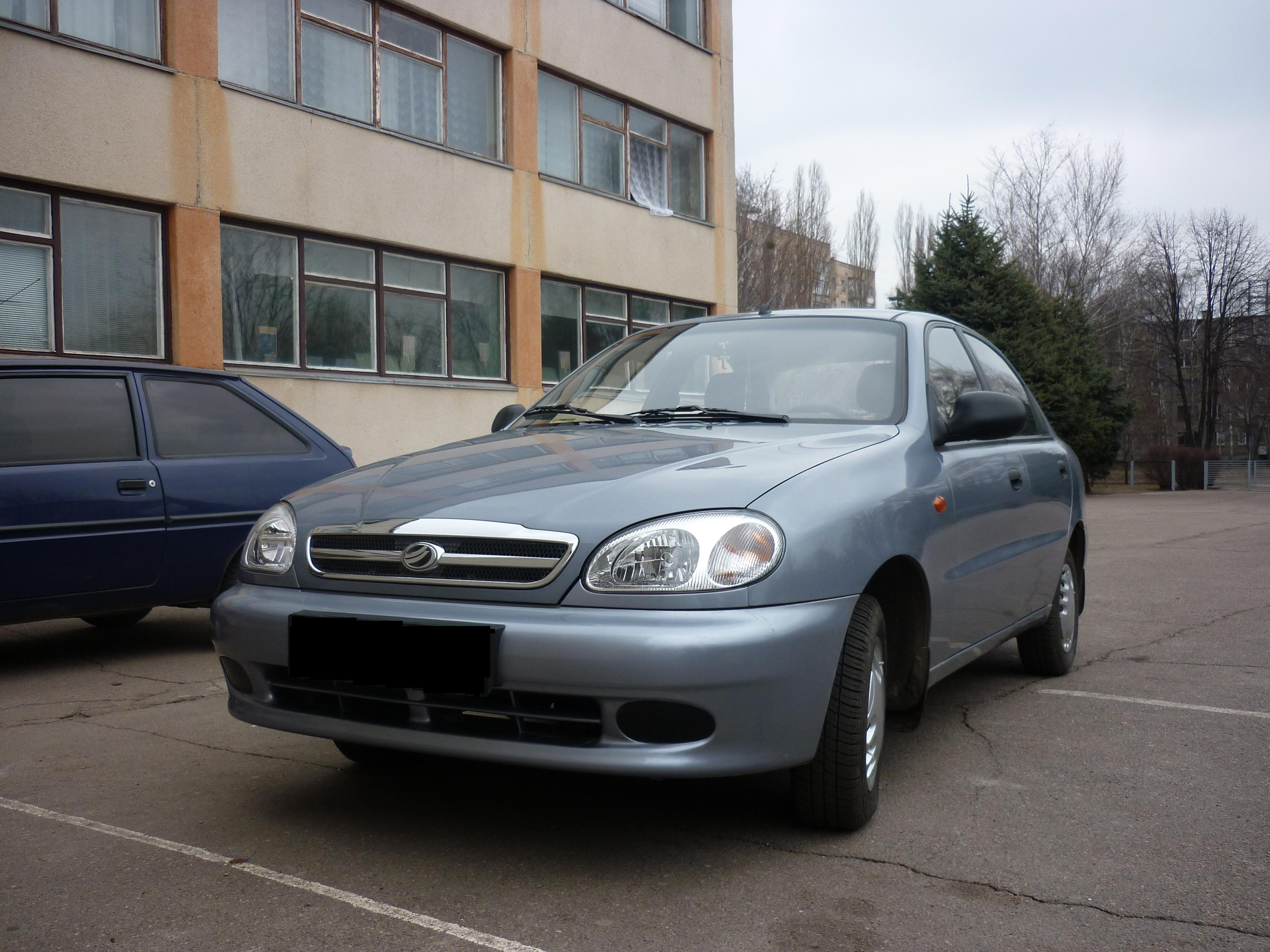
ukraiński ZAZ Sens

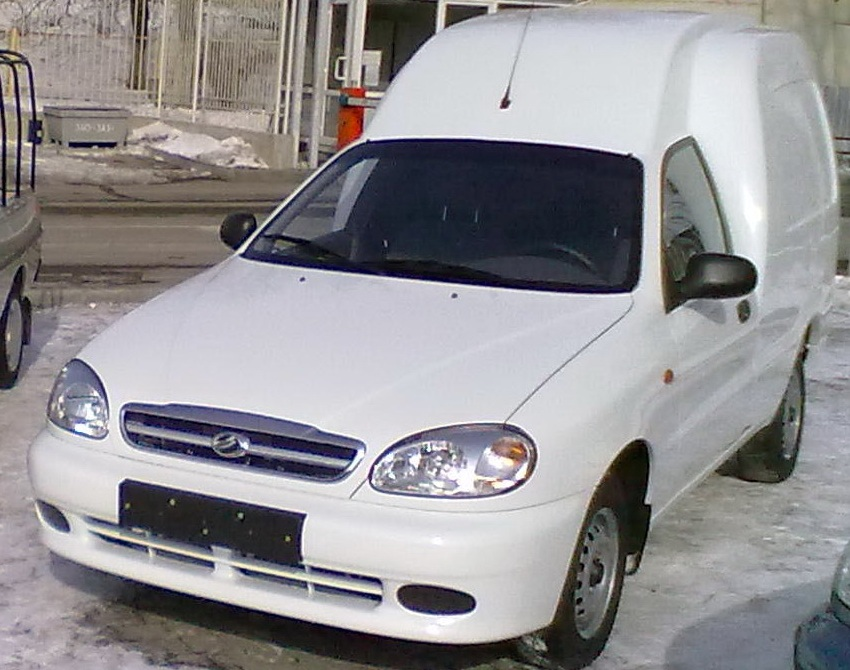
ukraiński ZAZ Lanos Furgon

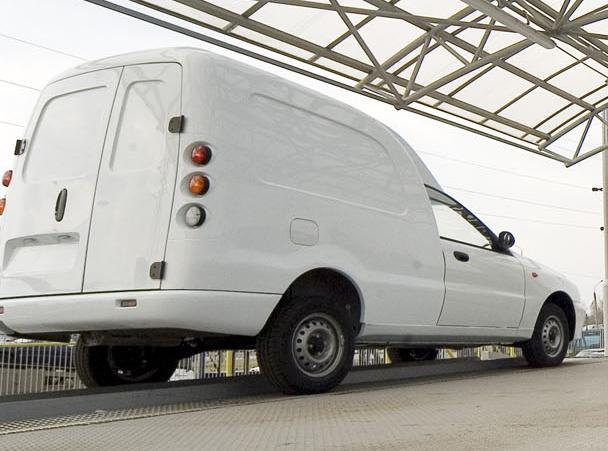
ukraiński ZAZ Lanos Furgon - tył

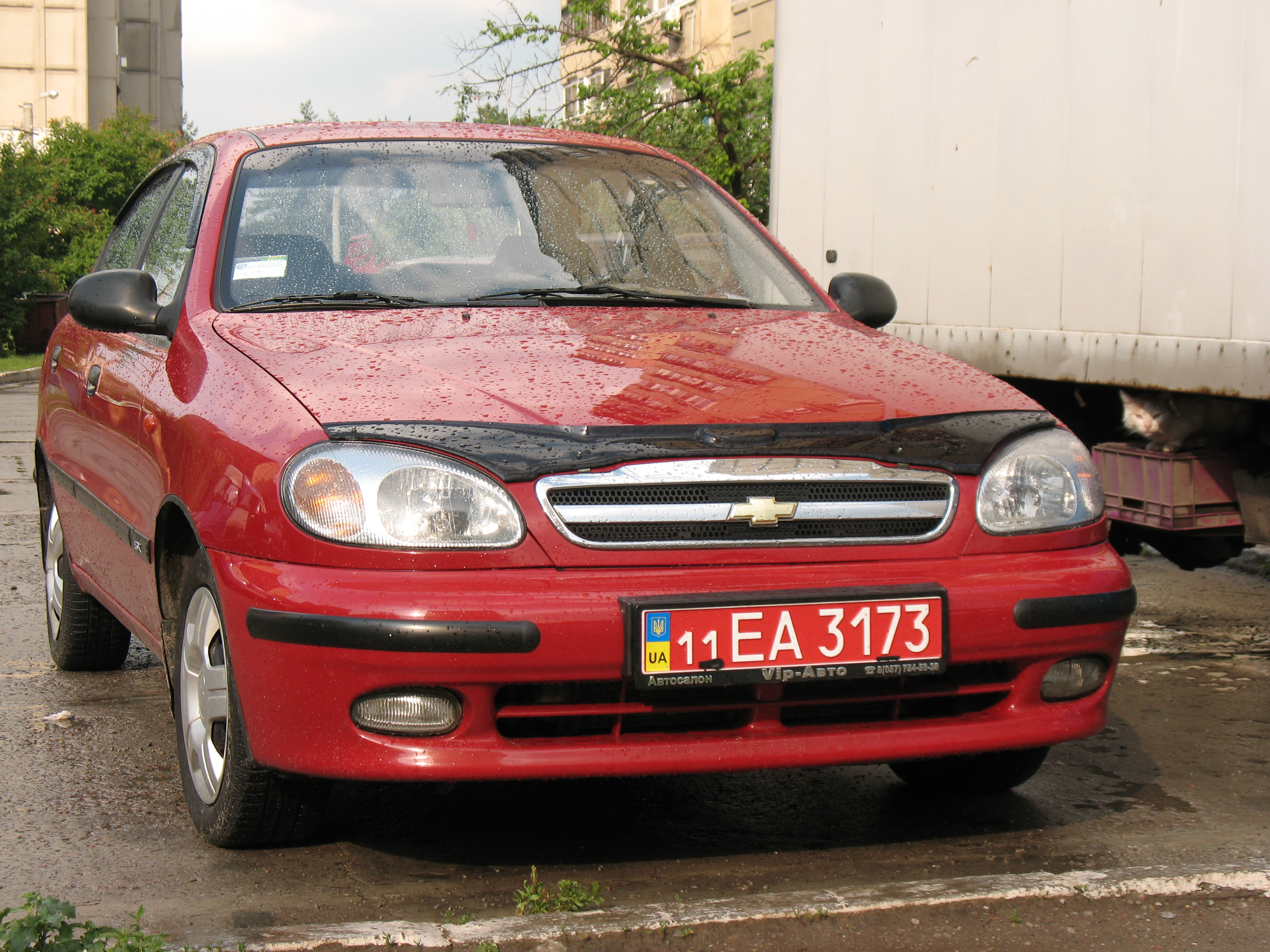
rosyjski Chevrolet Lanos

Daewoo Lanos został zaprezentowany po raz pierwszy na Ukrainie w 2000 roku.
W grudniu 2000 roku, po zakupie przez koncern AvtoZAZ licencji na produkcję Lanosa T150 uruchomiono początkowo montaż a później produkcję (z wykorzystaniem części dostarczanych przez FSO) ukraińskiego wariantu Lanosa. Samochód był licencyjnym odpowiednikiem nieznacznie zmodernizowanego sedana o oznaczeniu T-150. Model ten produkowany był z silnikami 1,5 8V i 1,6 16V. 
Po zakończeniu w październiku 2008 roku produkcji rodziny samochodów Lanos T100 w FSO, rozpoczęto etap przenoszenia na Ukrainę osprzętu technicznego niezbędnego do rozpoczęcia seryjnej produkcji Lanosa przez zakład koncernu AvtoZAZ.

### Zmiany nazw
Dwa lata po rozpoczęciu produkcji, w 2002 roku samochód zmienił nazwę na Daewoo Sens. W marcu 2009 roku uruchomiono seryjną produkcję już ukraińskich Lanosów serii T100 z przeznaczeniem na rynek krajowy, dokonując ponownej zmiany nazwy na własną markę, ZAZ Sens.
Samochód otrzymał zmienioną atrapą wlotu powietrza z centralnie umieszczonym logo firmy ZAZ. Na eksport do Rosji produkowane były samochody nieznacznie zmodernizowanej rodziny T-150, które na tamtejszym rynku oferowane były pod nazwą Chevrolet Lanos i sprzedawane przez sieć dealerów koncernu General Motors, a od 1 lipca 2009 roku oferowane były w Rosji auta pod nazwą ZAZ Chance, których sprzedażą zajmuje się przedstawiciel koncernu AvtoZAZ. Lanosy w Rosji zajmowały trzecie miejsce na liście najpopularniejszych samochód zagranicznych marek.
W 2007 roku na salonie motoryzacyjnym w Kijowie zaprezentowano prototyp samochodu ZAZ Lanos M z całkowicie zmodernizowanym nadwoziem. Uruchomienie produkcji Lanosa po modernizacji na Ukrainie planowane było na 2009 rok, jednak do uruchomienia produkcji ZAZ Lanos M nigdy nie doszło.
Latem 2001 roku wprowadzono do oferty samochód Daewoo L-1300, był to polski Lanos sedan z ukraińskim gaźnikowym silnikiem MeMZ-301 o pojemności 1,3 l i mocy 63 KM. W następnym roku jednostka gaźnikowa zastąpiona została wyposażonym we wtrysk jednopunktowy, silnikiem MeMZ-307 o mocy 70 KM. Jednostki te pracowały z ukraińską 5-biegową manualną skrzynią biegów z modelu ZAZ Slavuta.
Niedługo po wprowadzeniu tego modelu do oferty zmieniono jego nazwę na Daewoo Sens. W 2006 roku podjęto eksport auta do Rosji jako ZAZ Sens. W 2007 roku na międzynarodowych targach motoryzacyjnych SIA 2007 w Kijowie przedstawiono prototyp samochodu ZAZ Lanos 1,4 ze zmodernizowaną jednostką napędową produkcji AvtoZAZ-Motor z Melitopola oraz ze skrzynią biegów z Lanosa 1,5 8V.
Nowy silnik o oznaczeniu MeMZ-317 ma moc maksymalną 77 KM i pojemność 1,4 l. Pojazd ze zmienionym silnikiem i skrzynią biegów wprowadzony został do sprzedaży na Ukrainie jeszcze w tym samym roku pod nazwą Daewoo Lanos 1,4 i powstawał w ten sam sposób co Sens (produkowany w Polsce bez silnika, silnik i skrzynia biegów montowane na Ukrainie). W marcu 2009 roku rozpoczęła się na Ukrainie sprzedaż modeli Sens i Lanos 1,4, produkowanych przez fabrykę mieszczącą się w mieście Zaporoże pod zmienioną marką z Daewoo na ZAZ.

### Pickup
W maju 2006 roku rozpoczęła się produkcja furgonu bazującego na Lanosie. Auto to posiada całkowicie samonośne nadwozie, w którego tylnej części znajduje się wykonana z laminatu cześć bagażowa. Przednia część pojazdu razem z kabiną kierowcy przejęta została z osobowej wersji Lanosa. Pojazd ten oferowany jest wyłącznie z silnikiem 1,5 8V, natomiast na rynku rosyjskim z motorem 1,3 o mocy 70 KM z modelu Sens (sprzedawany jako ZAZ Sens Furgon). Od marca 2009 roku na rynku ukraińskim model ten oferowany jest pod marką ZAZ.

### Koniec produkcji
Pod koniec 2017 r. produkcja Lanosa na Ukrainie została zakończona z powodu spadku popytu w związku ze zmniejszeniem cła na import używanych samochodów z zagranicy, oraz z powodu ogólnej sytuacji ekonomicznej kraju i związanego z tym spadającego popytu na samochody.

### Silniki
- L4 1.3l (63 KM)
- L4 1.4l 8V (75 KM)
- L4 1.4l (77 KM)
- L4 1,5l 8V (86 KM)
- L4 1.5l 16V (100 KM)
- L4 1.6l 16V (106 KM)